# László Kardos
László Kardos (Budapest, 8 de octubre de 1905- Los Ángeles, 11 de abril de 1962) fue un director, guionista, editor y bailarín húngaro. Pasó la última parte de su carrera cinematográfica en Estados Unidos donde trabajó bajo el seudónimo de Leslie Kardos.

## Biografía
Originalmente actor y bailarín, viajó por todo el mundo. Luego trabajó como director de teatro en Berlín. En 1933 regresó a Hungría y trabajó como editor y director. En 1940 emigró a Estados Unidos, donde continuó su carrera como director.
Primero dirigió la película Viereinhalb Musketiere («Los cuatro mosqueteros y medio»), que se rodó en Budapest, y luego varias comedias húngaras.

## Vida personal
Era hijo del propietario de imprenta Gábor Kardos (1860-1929) y Fanni Löbl (1866-1934). Sus abuelos paternos fueron Lipót Klein y Rozália Donáth, sus abuelos maternos fueron el comerciante Mór Löbl y Amália Ebenspanger. Su hermana era Erzsébet Kardos, actriz de vodevil y segunda esposa del actor S. Z. Sakall.
Su esposa era Mária Paszternák, conocida como « Lenke », hermana del productor cinematográfico estadounidense de origen húngaro Joe Pasternak.  Se casaron el 24 de marzo de 1935 en Budapest.

## Filmografía

### Director
- 1935 : Viereinhalb Musketiere
- 1936 : Barátságos arcot kérek
- 1936 : Deporteszerelem
- 1937 : 120-as tempó
- 1940 : Dark Streets of Cairo
- 1951 : The Strip
- 1953 : Small Town Girl
- 1956 : The Man Who Turned to Stone
- 1957 : The Tijuana Story

### Guionista
- 1946 : No Leave, No Love de Charles Martin
- 1956 : Dance with Me, Henry de Charles Barton